# Художній музей (Золотурн)
Художній музей (нім. Kunstmuseum Solothurn) — художній музей у місті Золотурн, Швейцарія.

## Первісний музей мистецтв і наук
Музей був заснований 1902 року, але мав профіль музею мистецтв і наук, як то було часто в 19 столітті. Первісна колекція творів мистецтва була невеликою, а переважали колекції натуральної історії. Історичні та природничі експонати передавали у цей музей мандрівники та науковці з Золотурна та іноземні відвідувачі.
Первісно музей подбав також про створення парку, де була ботанічна колекція, серед котрої і декілька рослин з інших континентів (наприклад, секвоя зі Сполучених Штатів). Частка експонатів прибула з Африки.

## Художній музей і його картинна галерея
1970-і роки природничий музей та музей художній розділили і природничий музей перебрався у окреме приміщення. Вивільнені площі передали під збільшені колекції художнього музею.
В художньому фонді вже були експонати з доби західноєвропейського середньовіччя до 20 століття. Найбільш повною була колекція творів швейцарських художників-пейзажистів 19 та початку 20 століть (Александр Калам, Фердинанд Ходлер, Френк Бухзер).
У відділку середньовічного мистецтва та раннього відродження — одиничні твори німецьких майстрів (Верхньорейнський майстер початку 15 ст., Ганс Гольбейн молодший). Серед іноземних майстрів доби бароко — Франс Снейдерс, Хосе де Рібера.
В музей передана подвоєна колекція живопису сестер Мюллер. В її складі картини модних і престижних майстрів кінця 19 та зламу 19-20 століть. Серед них Едгар Дега, Густав Клімт, Вінсент ван Гог, П'єр-Огюст Ренуар, Поль Сезанн, Фернан Леже, Анрі Матісс тощо.
Окрім картинної галереї існує гравюрний кабінет, де увагу привертають друковані твори японських художників.

## Обрані твори (галерея)

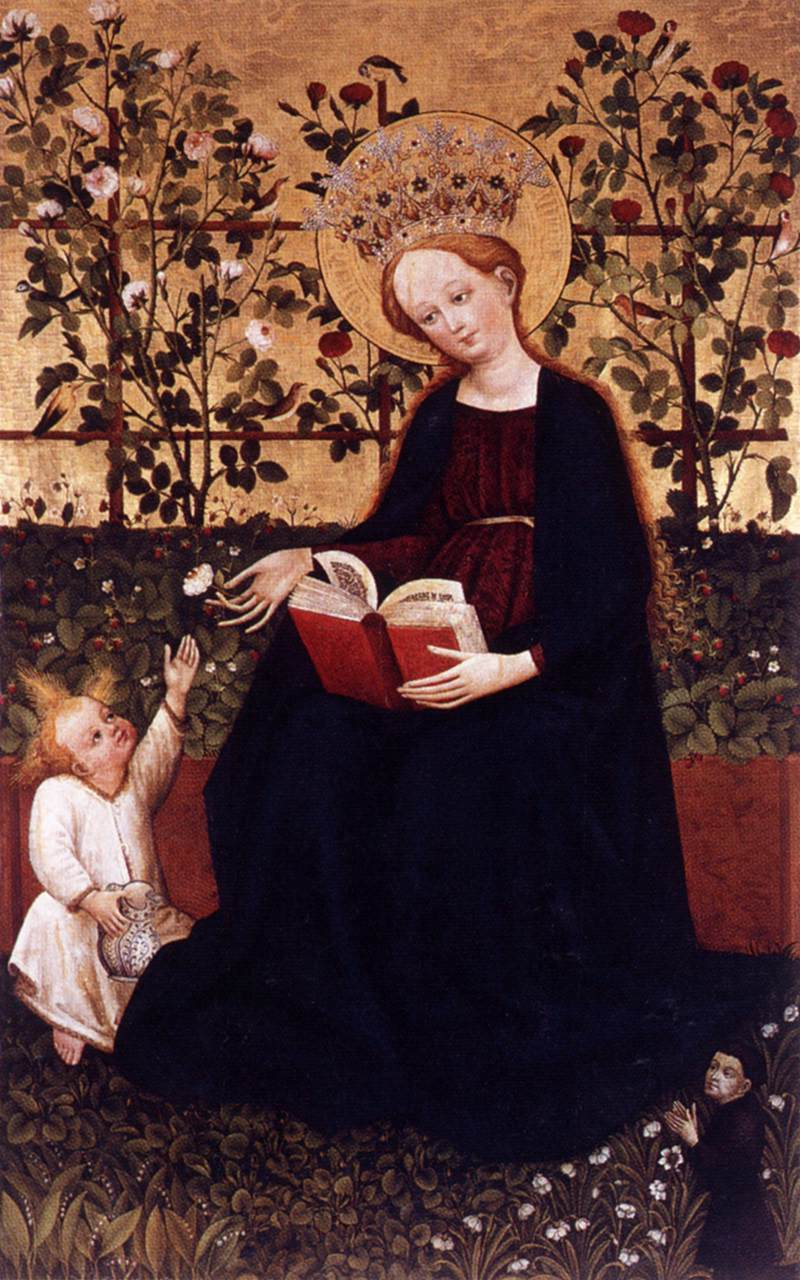
Верхньорейнський німецький майстер початку 15 ст. «Мадонна з немовлям».
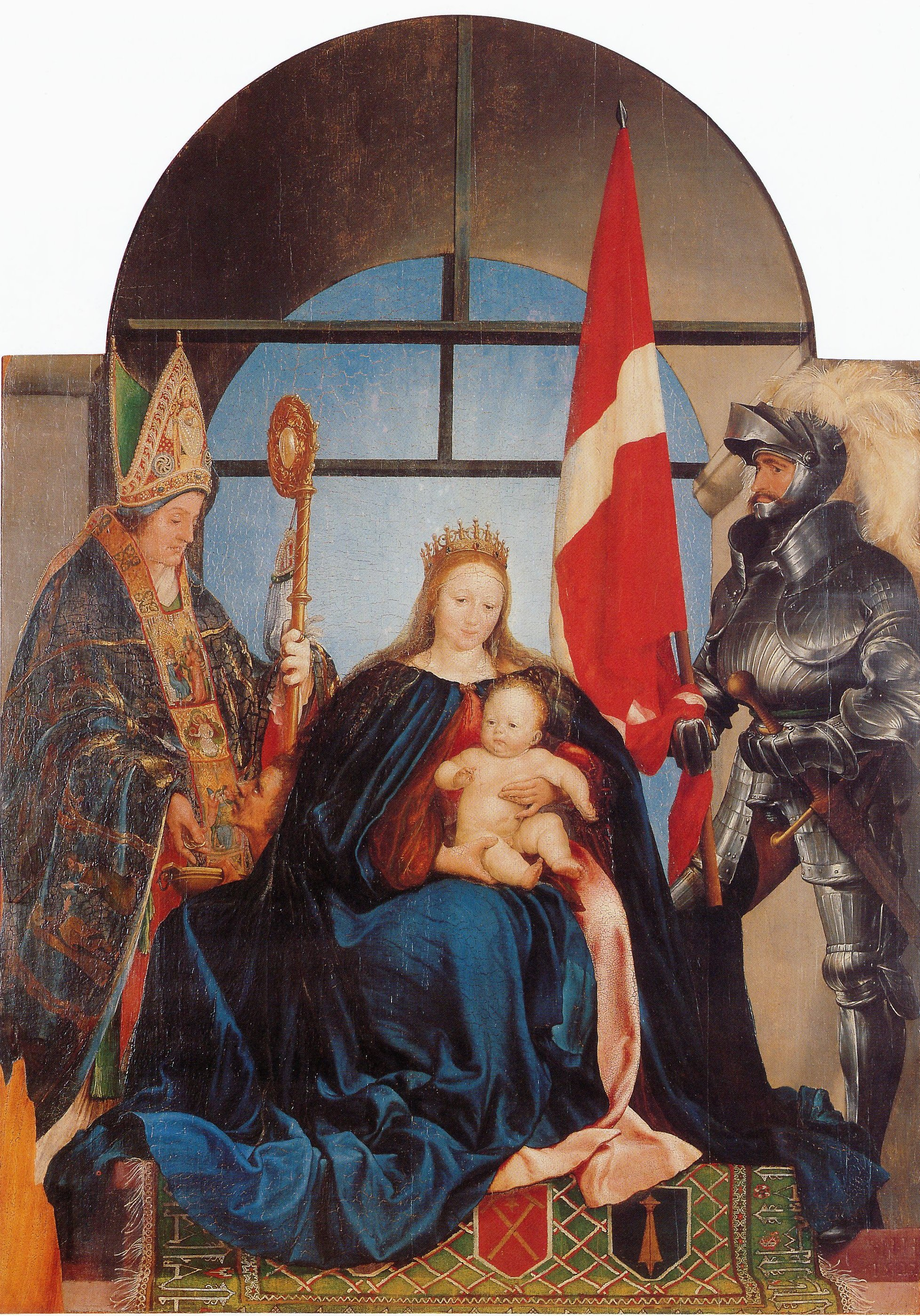
Ганс Гольбейн молодший. «Золотурнська мадонна зі святими Мартином та Урсом»
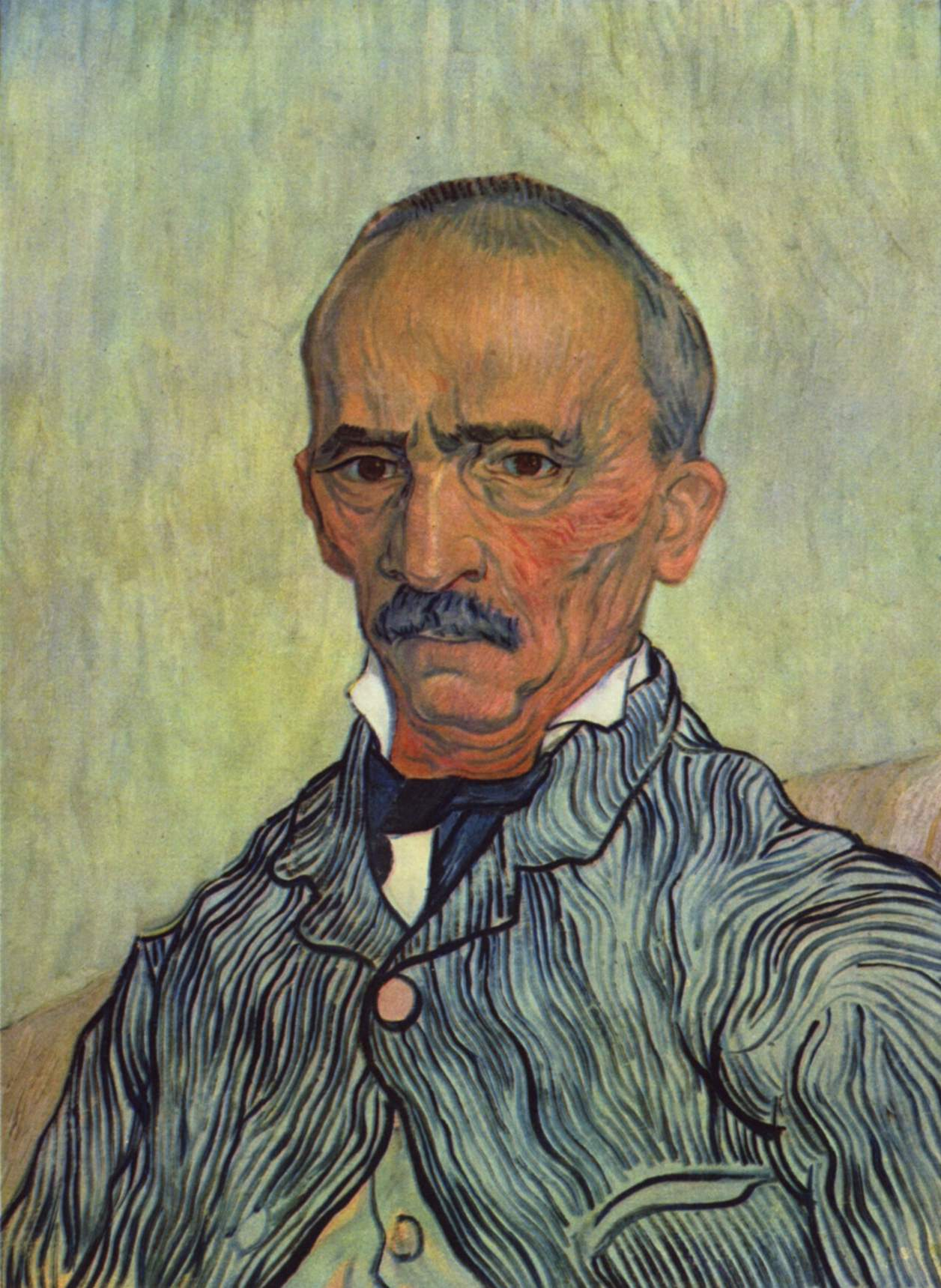
Вінсент ван Гог. «Охоронець Трабук в лікарні для божевільних Сент Пол», 1889 р.
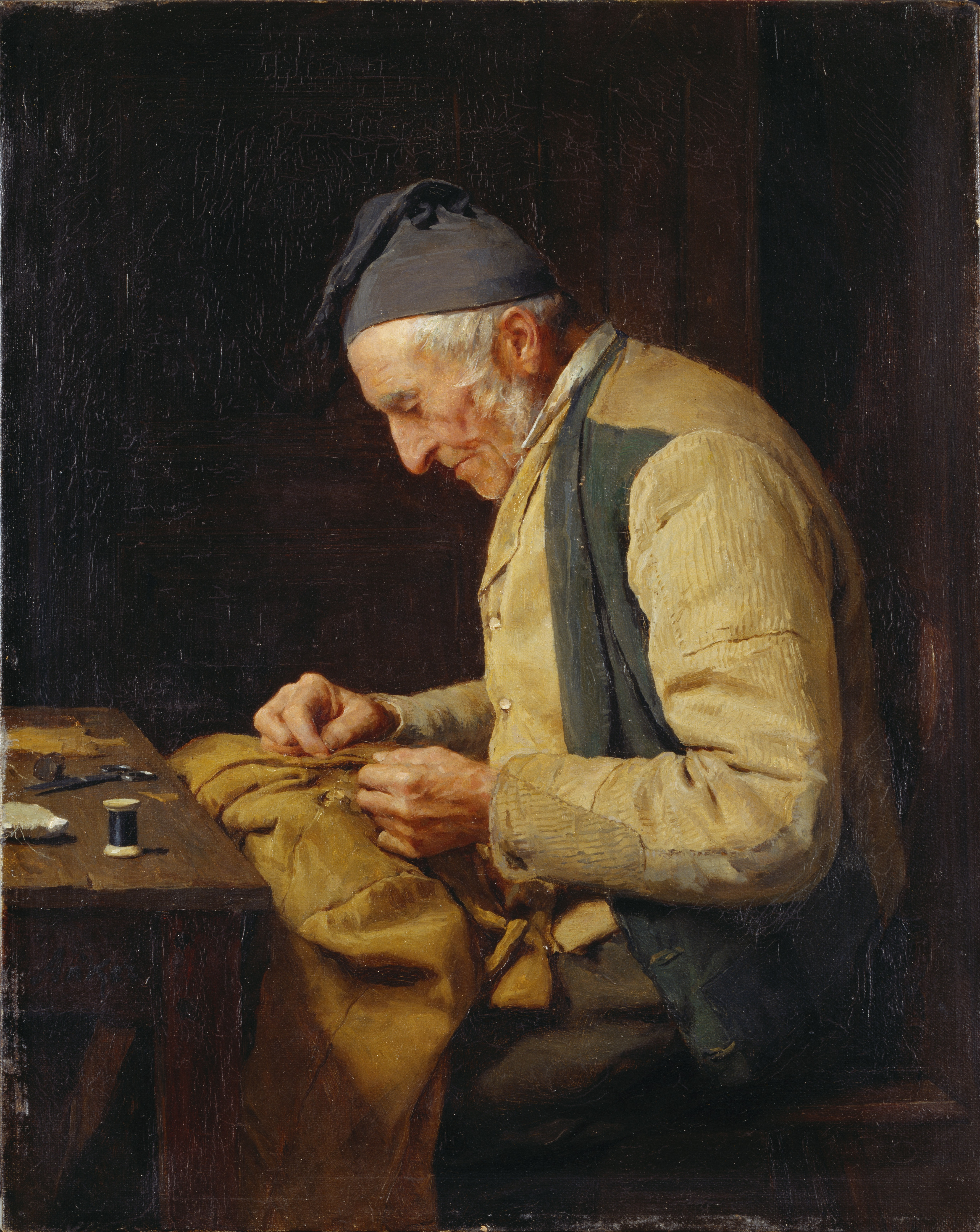
Альберт Анкер. «Сільський швець», 1894 р.

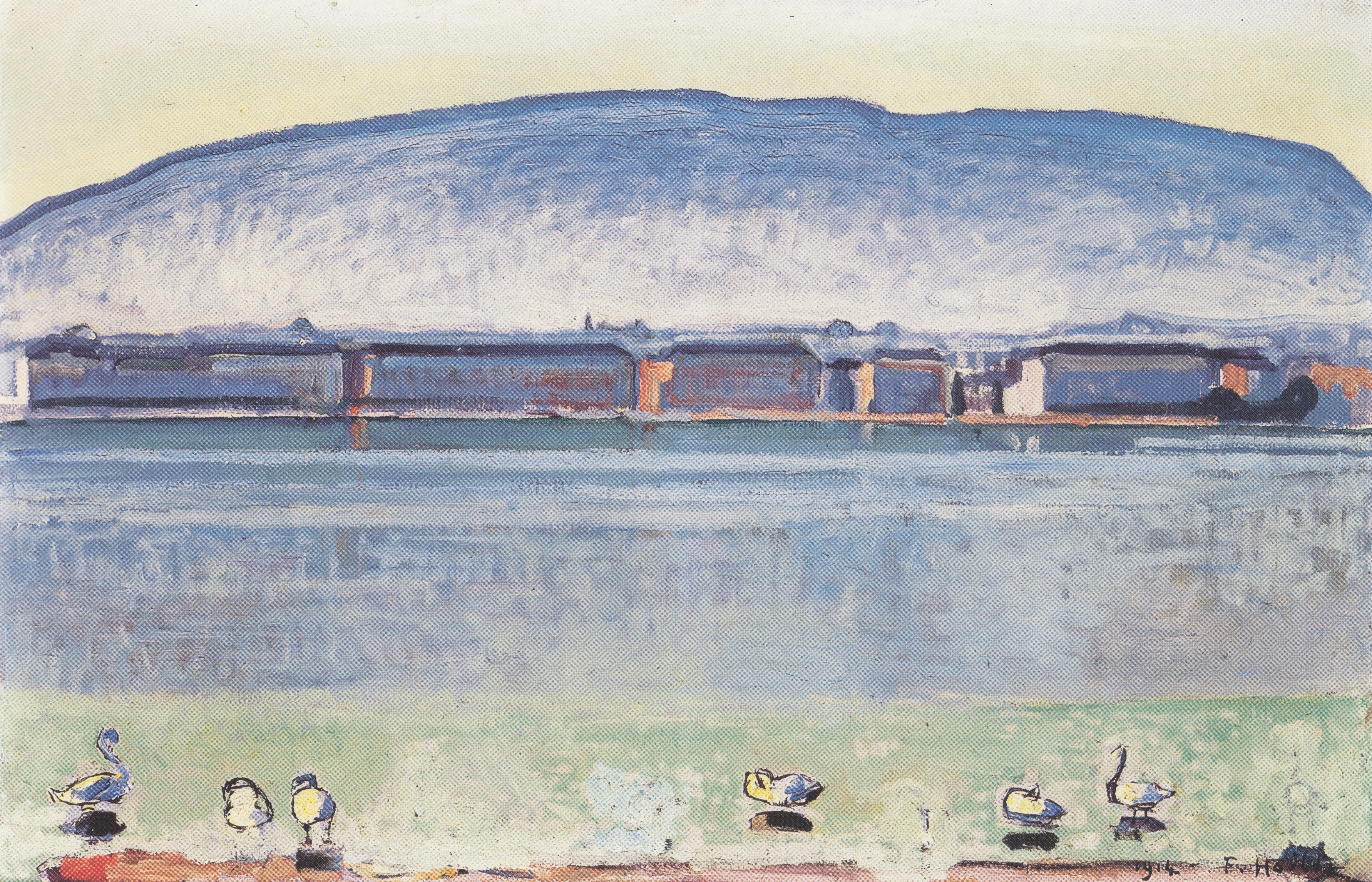
Фердинанд Ходлер. «Женевське озеро і лебеді», 1914 р.
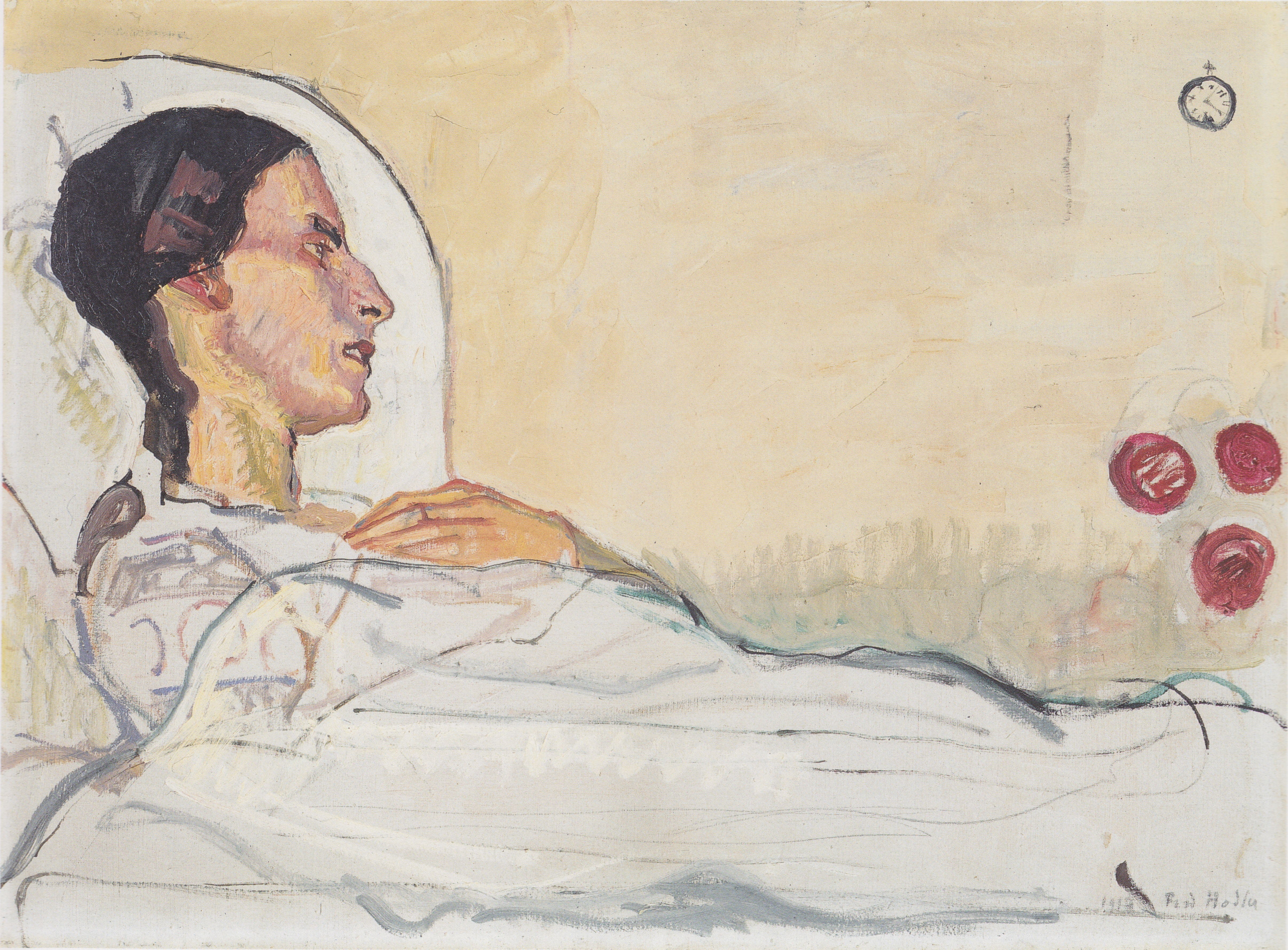
Фердинанд Ходлер. «Хвора Валентина Годе-Дарел». 1914 р.

## ТвориФренка Бухзера, уродженця Золотурна

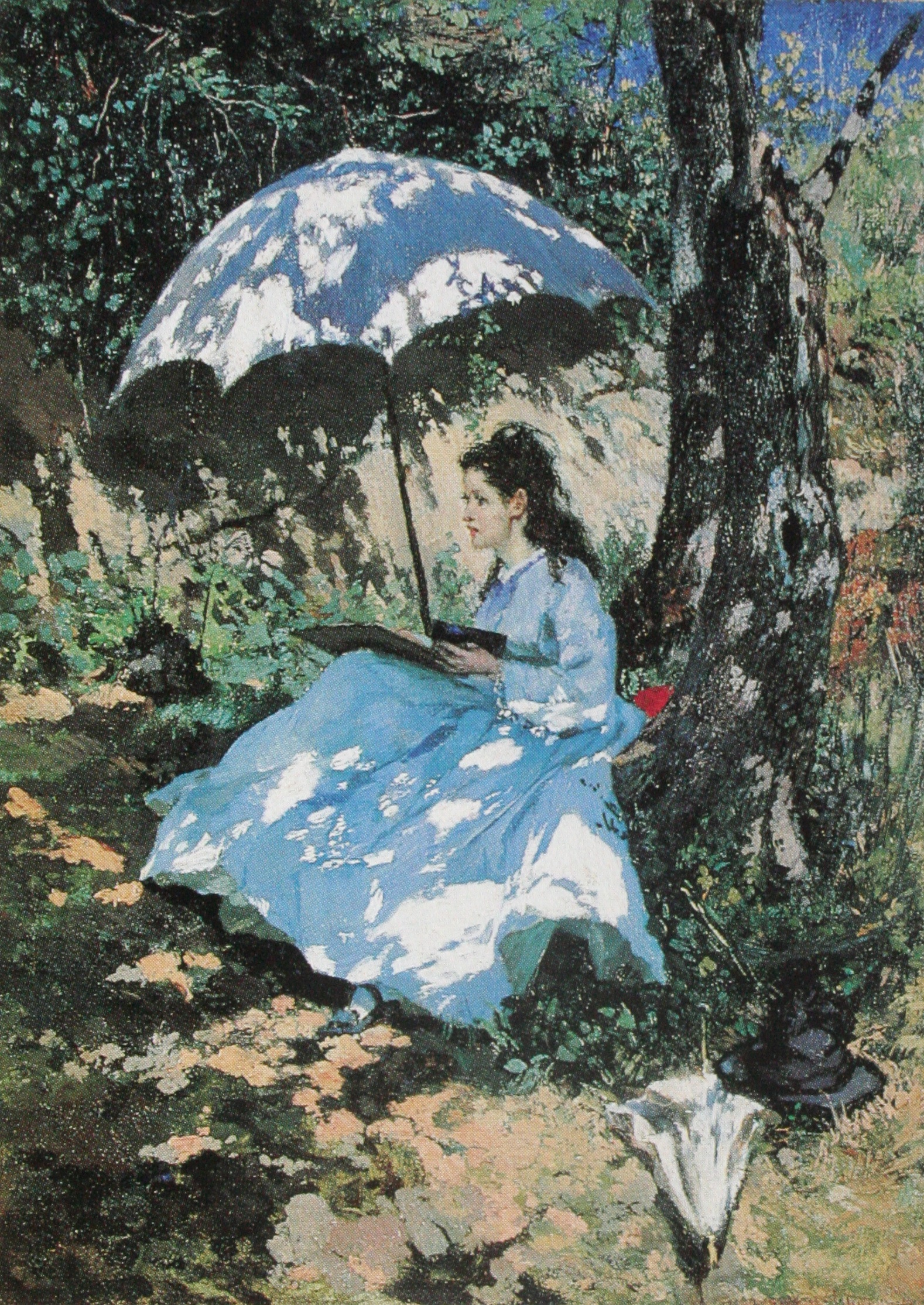
Френк Бухзер. «Пані художниця під парасольою», 1862 р.
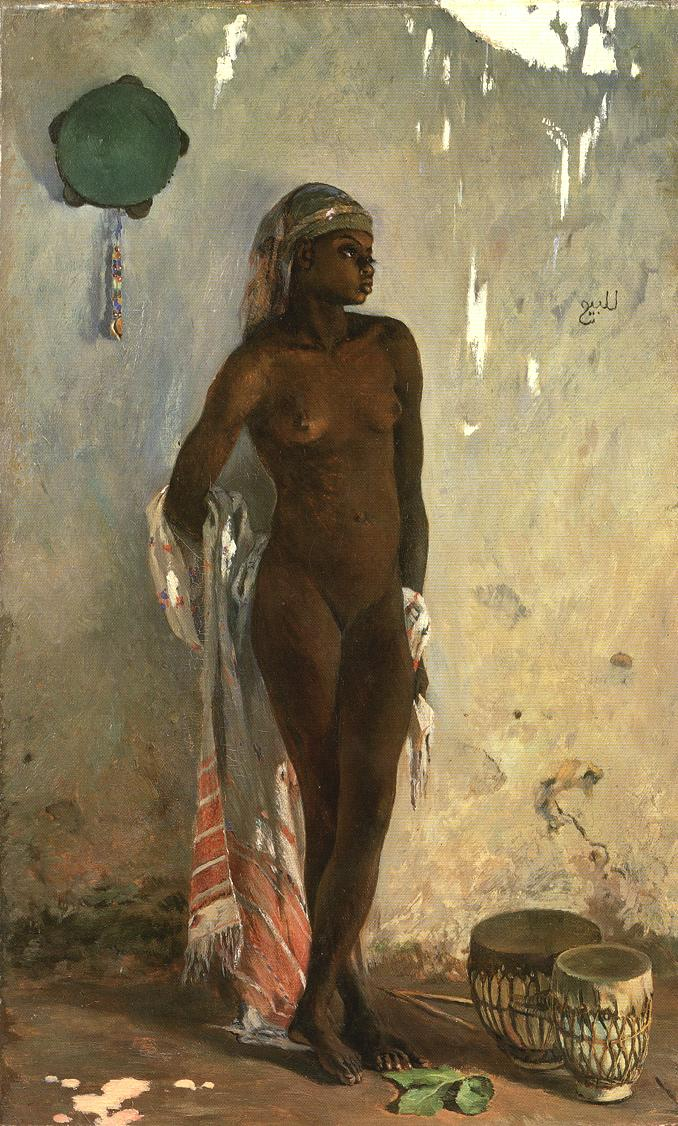
Френк Бухзер. «Рабиня», 1880 р.
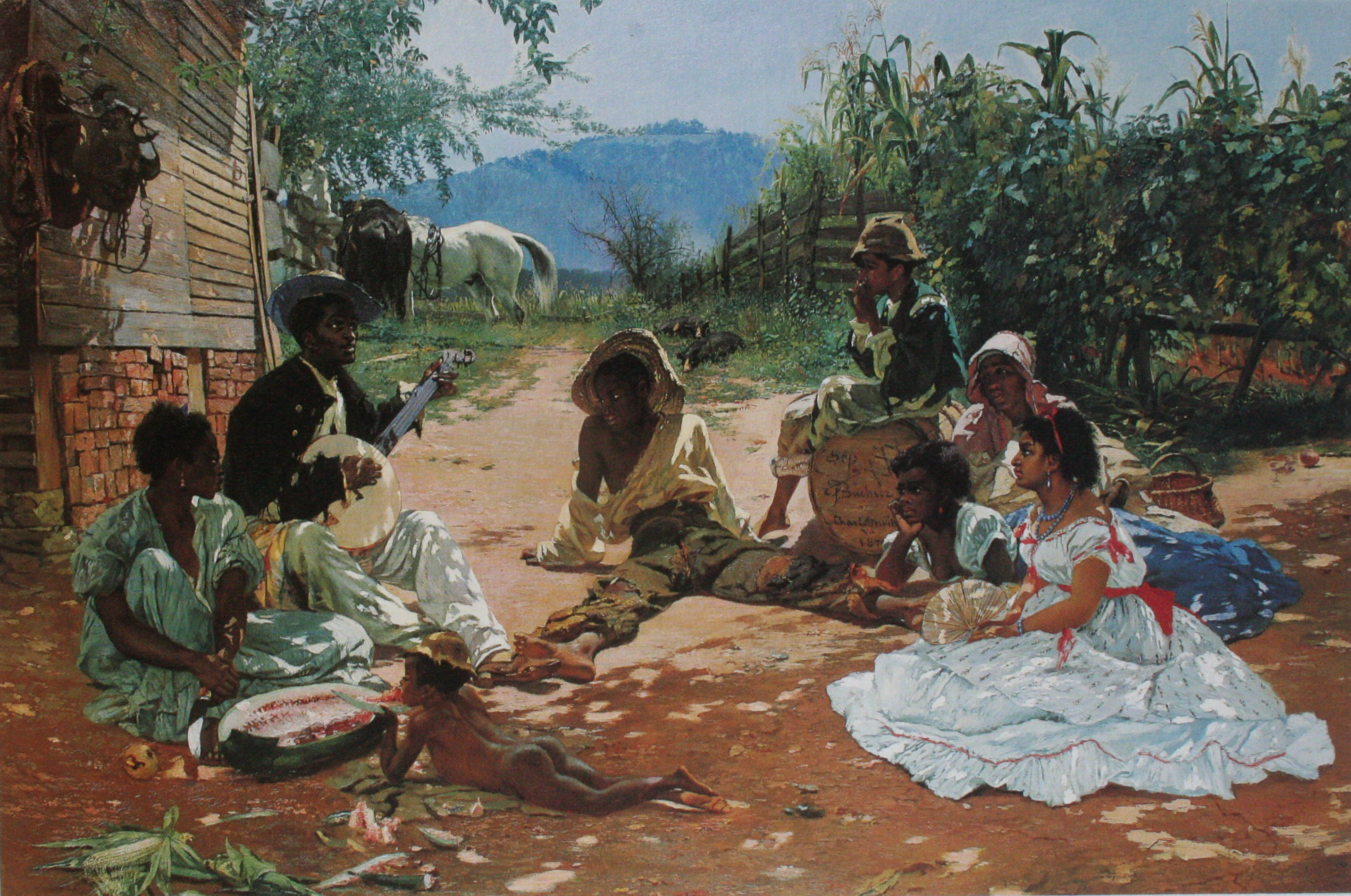
Френк Бухзер. «Пісня про страждання Мері Блейн», 1870 р.
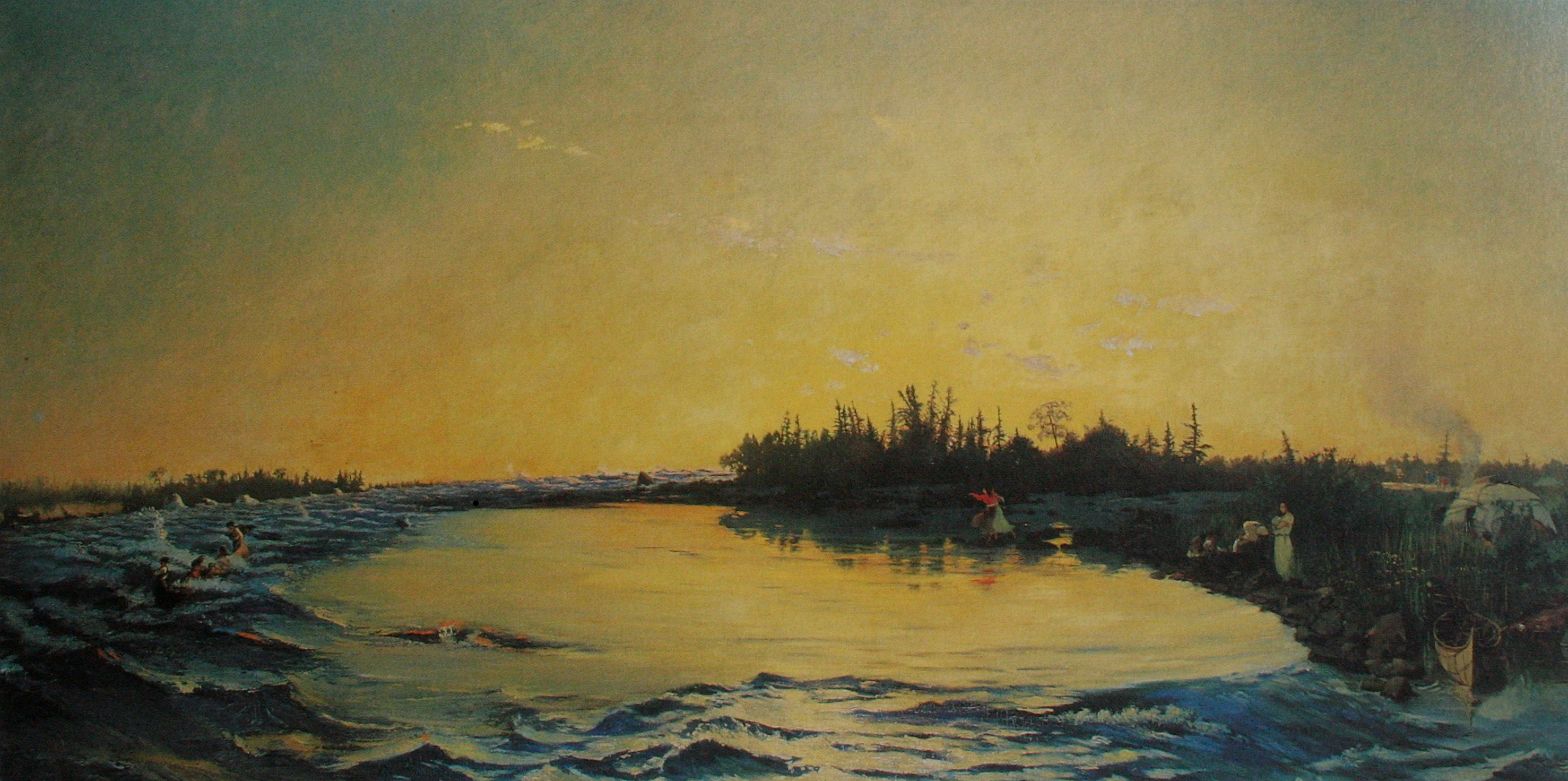
Френк Бухзер. «Річка Сент Мері», 1868 р.
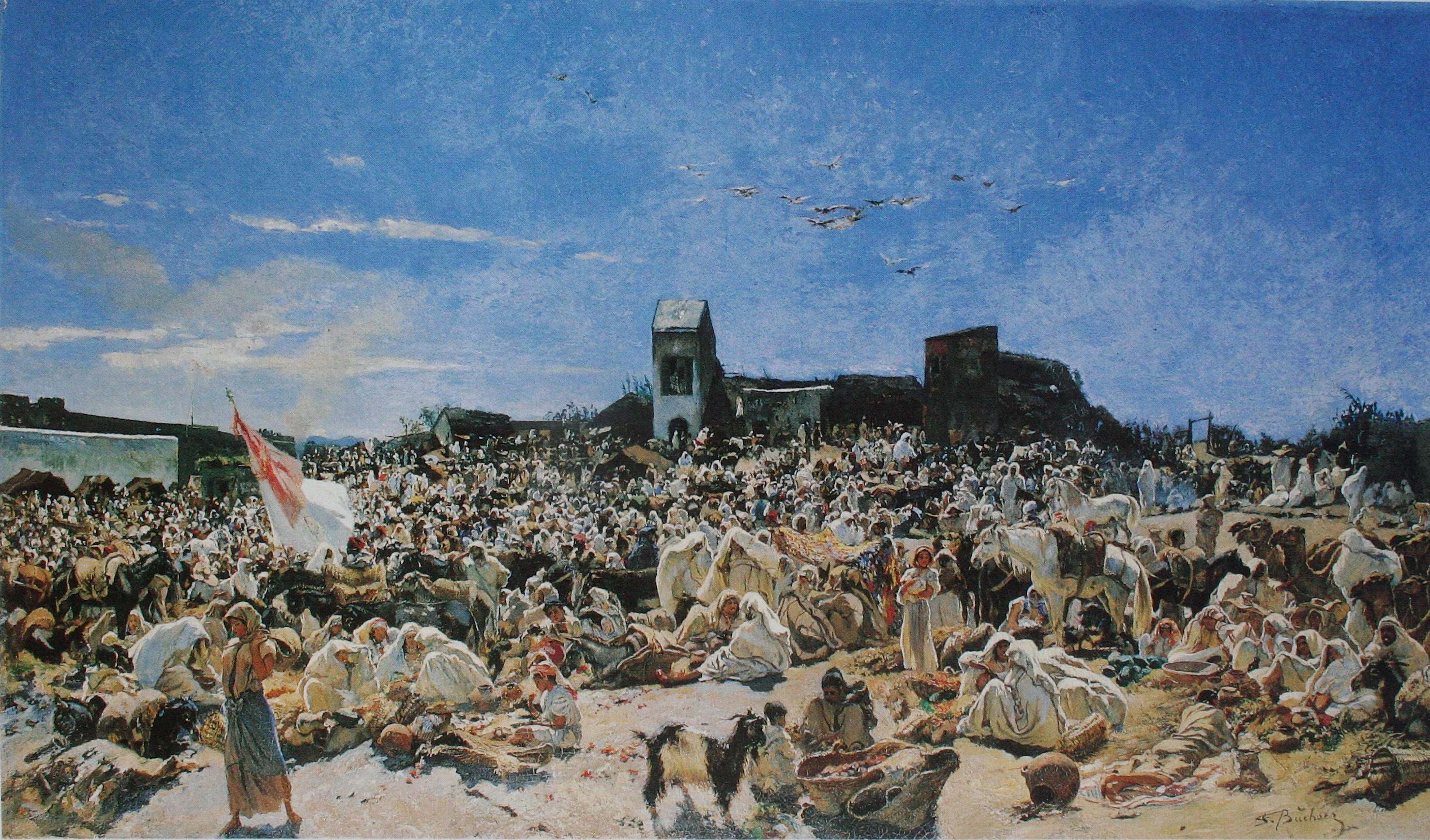
Френк Бухзер. «Ринок у місті Танжер», 1880 р.
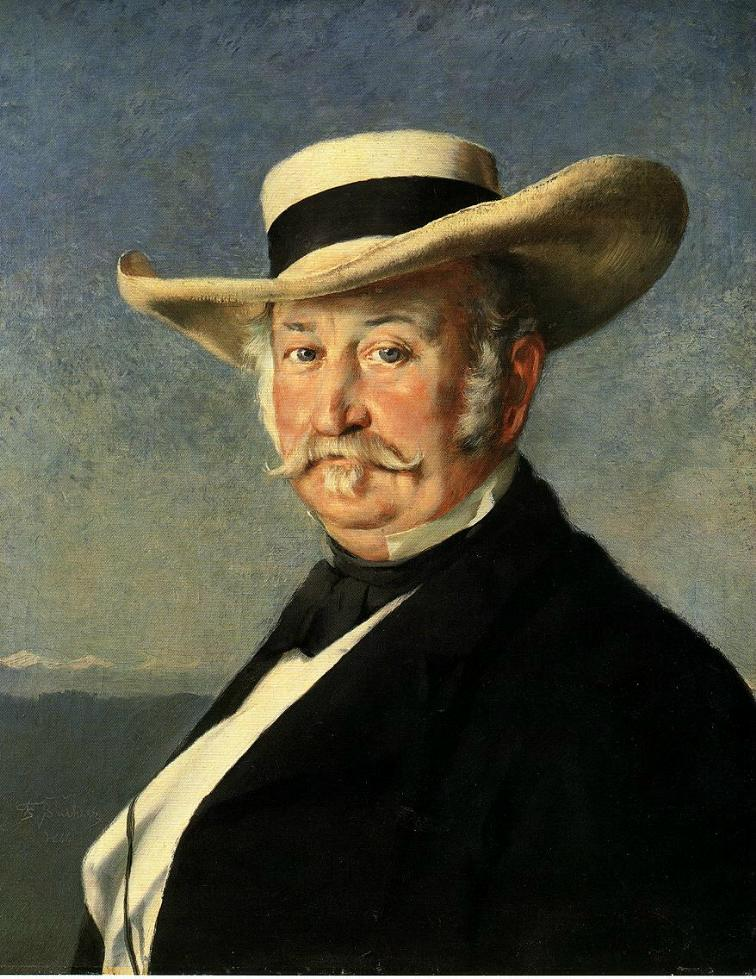
Френк Бухзер. «Джон Август Саттер», бізнесмен з Каліфорнії, емігрант зі Швейцарії. 1866 р.
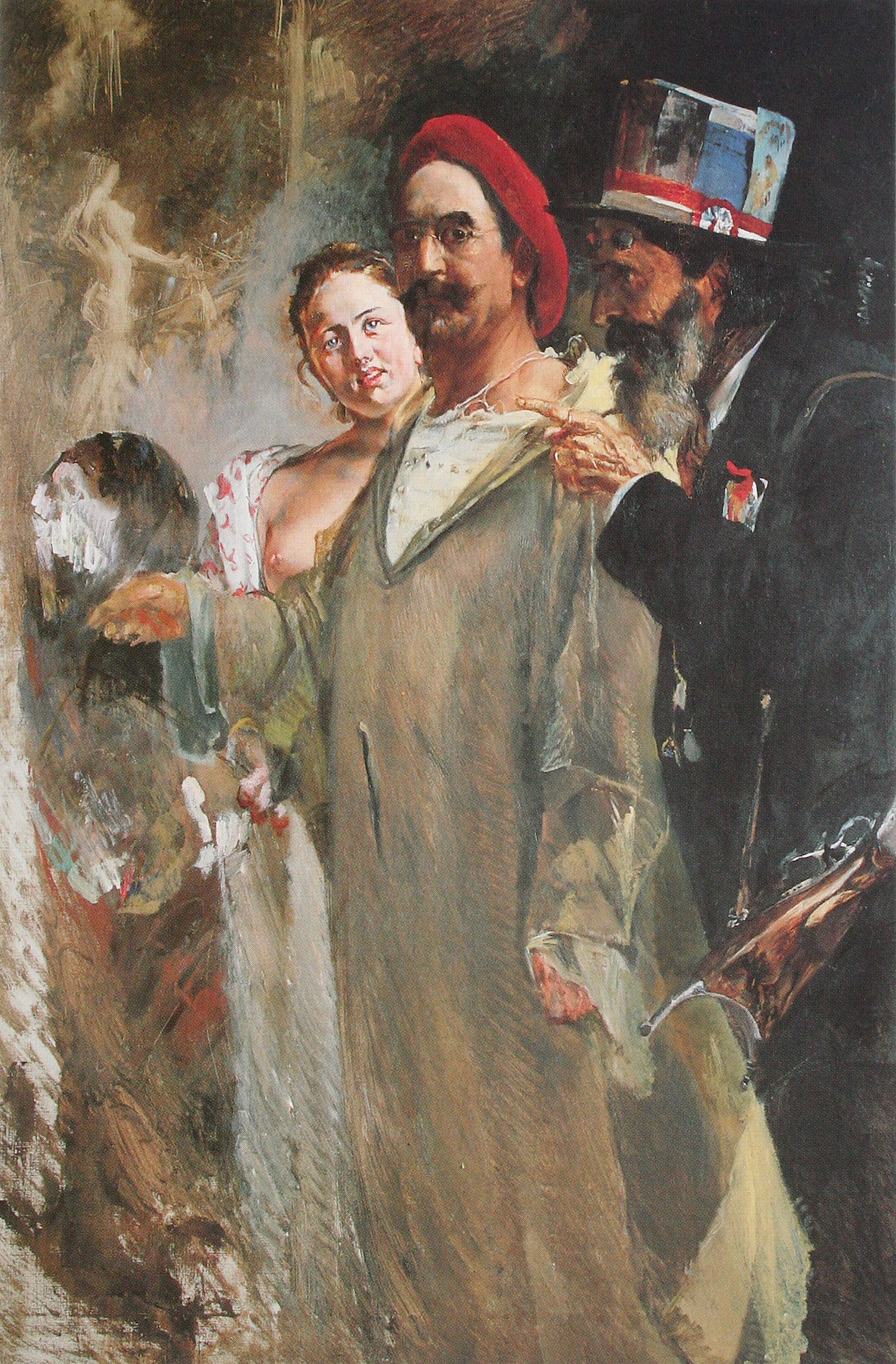
Френк Бухзер. «Жіноча модель, художник і критик», 1888 р.